# Vicariato Apostólico da Arábia Setentrional
O Vicariato Apostólico da Arábia Sententrional (em latim: Vicariatus Apostolicus Arabiæ Settentrionalis) é um vicariato apostólico da Igreja Católica localizado no Kuwait. Abrange os seguintes países: Arábia Saudita, Barém,  Catar e o próprio Kuwait.
Antigamente fazia parte da Vicariato Apostólico da Arábia, em 1953 o vicariato foi criada com o nome do Vicariato Apostólico do Kuwait. Em 2011, alguns territórios adicionais do Vicariato Apostólico da Arábia, foram transferidos para esta competência e ambos os vicariatos foram renomeados.

## Paróquias
| Paróquias do Vicariato Apostólico da Arábia Setentrional | Paróquias do Vicariato Apostólico da Arábia Setentrional | Paróquias do Vicariato Apostólico da Arábia Setentrional | Paróquias do Vicariato Apostólico da Arábia Setentrional |
| País                                                     | Cidade                                                   | Paróquia                                                 | Ref.                                                     |
| -------------------------------------------------------- | -------------------------------------------------------- | -------------------------------------------------------- | -------------------------------------------------------- |
| Barein                                                   | Awali                                                    | Catedral de Nossa Senhora da Arábia                      | [ 4 ]                                                    |
| Barein                                                   | Manama                                                   | Igreja do Sagrado Coração                                | [ 5 ]                                                    |
| Kuwait                                                   | Cidade do Kuwait                                         | Cocatedral da Sagrada Família                            | [ 6 ]                                                    |
| Kuwait                                                   | Al Ahmadi                                                | Igreja de Nossa Senhora da Arábia                        | [ 7 ]                                                    |
| Kuwait                                                   | Jleeb Al-Shuyoukh                                        | Igreja de São Daniel Comboni                             | [ 8 ]                                                    |
| Kuwait                                                   | Salmiya                                                  | Igreja de Santa Teresa                                   | [ 9 ]                                                    |
| Catar                                                    | Doha                                                     | Igreja de Nossa Senhora do Rosário                       | [ 10 ]                                                   |